# 17. politbyro ústředního výboru Komunistické strany Číny
17. politbyro Ústředního výboru Komunistické strany Číny (čínsky v českém přepisu Čung-kuo Kung-čchan-tang ti-š’-čchi-ťie Čung-jang Čeng-č’-ťü, pchin-jinem Zhōngguó Gòngchǎndǎng dìshíqījiè Zhōngyāng Zhèngzhìjú, znaky 中国共产党第十七届中央政治局) bylo v letech 2007–2012 skupinou 25 členů ústředního výboru Komunistické strany Číny, která tvořila užší vedení Komunistické strany Číny. Devět nejvýznamnějších členů politbyra tvořilo nejužší vedení, takzvaný stálý výbor politbyra ústředního výboru Komunistické strany Číny.
17. politbyro bylo zvoleno 22. října 2007 na prvním zasedání 17. ústředního výboru zvoleného na závěr XVII. sjezdu KS Číny. Mělo 25 členů, z nich devět nových. Stálý výbor politbyra měl devět členů, z předešlého funkčního období v něm zůstalo pět politiků, a sice znovuzvolený generální tajemník Chu Ťin-tchao, předseda parlamentu Wu Pang-kuo, premiér Wen Ťia-pao, Ťia Čching-lin stojící v čele politického poradního shromáždění a Li Čchang-čchun zodpovědný za ideologii a propagandu. Do stálého výboru přišli nováčci v politbyru Si Ťin-pching a Li Kche-čchiang a dva členové předešlého politbyra – Che Kuo-čchiang a Čou Jung-kchang. Z ostatních členů starého politbyra zůstali Wang Kang, Wang Le-čchüan, Wang Čao-kuo, Chuej Liang-jü, Liou Čchi, Liou Jün-šan, Čang Te-ťiang, Jü Čeng-šeng a Kuo Po-siung. Nově přišli Wang Čchi-šan, Liou Jen-tung, Li Jüan-čchao, Wang Jang, Čang Kao-li, Sü Cchaj-chou a Po Si-laj.
V politbyru byla jediná žena, Liou Jen-tung, a jeden příslušník národnostní menšiny, Chuej Liang-jü z národa Chuejů.
Po Si-laj byl na jaře roku 2012 odvolán z funkcí, vyloučen ze strany a později obviněn z korupce a odsouzen k doživotnímu trestu, jeho manželka byla odsouzena za účast na vraždě. V letech 2014–2016 byli vyloučeni ze strany a odsouzeni za korupci také Sü Cchaj-chou, Čou Jung-kchang a Kuo Po-siung.

## Složení politbyra
Jako úřad je uvedeno zaměstnání a funkce vykonávané v době členství v politbyru, v případě funkcí ve státní správě jde o funkce a úřady zaujaté od zasedání parlamentu, Všečínského shromáždění lidových zástupců, případně Čínského lidového politického poradního shromáždění na jaře 2008. Členové stálého výboru jsou uvedeni v pořadí podle významu, ostatní v (čínském) abecedním pořadí.
VSLZ a ČLPPS jsou Všečínské shromáždění lidových zástupců a Čínské lidové politické poradní shromáždění.
| Minulé období                    | Jméno                                                     | Rok narození                     | Úřady a funkce | Úřady a funkce                                                                        | Úřady a funkce | Další období                     |
| Minulé období                    | Jméno                                                     | Rok narození                     | civilní stranické | civilní státní a jiné                                                                 | vojenské | Další období                     |
| Členové stálého výboru politbyra | Členové stálého výboru politbyra                          | Členové stálého výboru politbyra | Členové stálého výboru politbyra | Členové stálého výboru politbyra                                                      | Členové stálého výboru politbyra                                                                                           | Členové stálého výboru politbyra |
| -------------------------------- | --------------------------------------------------------- | -------------------------------- | --- | ------------------------------------------------------------------------------------- | --- | -------------------------------- |
| 14., 15., 16.                    | Chu Ťin-tchao 胡锦涛                                      | 1942                             | generální tajemník ÚV | prezident                                                                             | předseda Ústřední vojenské komise Komunistické strany Číny, předseda Ústřední vojenské komise ČLR                          | –                                |
| 14., 15., 16.                    | Wu Pang-kuo 吴邦国                                        | 1941                             | | předseda stálého výboru Všečínského shromáždění lidových zástupců                     | | –                                |
| 14., 15., 16.                    | Wen Ťia-pao 温家宝                                        | 1942                             | | předseda Státní rady                                                                  | | –                                |
| 15., 16.                         | Ťia Čching-lin 贾庆林                                     | 1940                             | | předseda celostátního výboru Čínského lidového politického poradního shromáždění      | | –                                |
| 15., 16.                         | Li Čchang-čchun 李长春                                    | 1944                             | předseda ústřední komise pro řízení výstavby duchovní civilizace                                                                                   |                                                                                       | | –                                |
| –                                | Si Ťin-pching 习近平                                      | 1953                             | (první) tajemník ÚV, ředitel Ústřední stranické školy                                                                                              | viceprezident                                                                         | místopředseda Ústřední vojenské komise KS Číny (od října 2010), místopředseda Ústřední vojenské komise ČLR (od října 2010) | 18., 19., 20.                    |
| –                                | Li Kche-čchiang 李克强                                    | 1955                             | | (první) místopředseda Státní rady                                                     | | 18., 19.                         |
| 16.                              | Che Kuo-čchiang 贺国强                                    | 1943                             | tajemník Ústřední komise pro kontrolu disciplíny                                                                                                   |                                                                                       | | –                                |
| 16.                              | Čou Jung-kchang 周永康                                    | 1942                             | tajemník ústřední politické a právní komise |                                                                                       | | –                                |
| Ostatní členové politbyra        |                                                           |                                  | |                                                                                       | |                                  |
| 16.                              | Wang Kang 王刚                                            | 1942                             | | místopředseda celostátního výboru Čínského lidového politického poradního shromáždění | | –                                |
| 16.                              | Wang Le-čchüan 王乐泉                                     | 1944                             | tajemník sinťiangského oblastního výboru (do dubna 2010), zástupce tajemníka ústřední politické a právní komise (od dubna 2010)                    |                                                                                       | | –                                |
| 16.                              | Wang Čao-kuo 王兆国                                       | 1941                             | | (první) místopředseda stálého výboru VSLZ, předseda Všečínské federace odborů         | | –                                |
| –                                | Wang Čchi-šan 王岐山                                      | 1948                             | | místopředseda Státní rady                                                             | | 18.                              |
| 16.                              | Chuej Liang-jü 回良玉                                     | 1944                             | | místopředseda Státní rady                                                             | | –                                |
| 16.                              | Liou Čchi 刘淇                                            | 1942                             | tajemník pekingského městského výboru (do července 2012), místopředseda ústřední komise pro řízení výstavby duchovní civilizace (od července 2012) |                                                                                       | | –                                |
| 16.                              | Liou Jün-šan 刘云山                                       | 1947                             | tajemník ÚV, vedoucí oddělení propagandy ÚV |                                                                                       | | 18.                              |
| –                                | Liou Jen-tung 刘延东                                      | 1945                             | | státní poradkyně Státní rady                                                          | | 18.                              |
| –                                | Li Jüan-čchao 李源潮                                      | 1950                             | tajemník ÚV, vedoucí organizačního oddělení ÚV |                                                                                       | | 18.                              |
| –                                | Wang Jang 汪洋                                            | 1955                             | tajemník kuangtungského provinčního výboru |                                                                                       | | 18., 19.                         |
| –                                | Čang Kao-li 张高丽                                        | 1946                             | tajemník tchienťinského městského výboru |                                                                                       | | 18.                              |
| 16.                              | Čang Te-ťiang 张德江                                      | 1946                             | tajemník čchungčchingského městského výboru (březen–listopad 2012)                                                                                 | místopředseda Státní rady                                                             | | 18.                              |
| 16.                              | Jü Čeng-šeng 俞正声                                       | 1945                             | tajemník šanghajského městského výboru |                                                                                       | | 18.                              |
| –                                | Sü Cchaj-chou 徐才厚                                      | 1943                             | |                                                                                       | generálplukovník, místopředseda Ústřední vojenské komise KS Číny, místopředseda Ústřední vojenské komise ČLR               | –                                |
| 16.                              | Kuo Po-siung 郭伯雄                                       | 1942                             | |                                                                                       | generálplukovník, místopředseda Ústřední vojenské komise KS Číny, místopředseda Ústřední vojenské komise ČLR               | –                                |
| –                                | Po Si-laj 薄熙来 (v dubnu 2012 vyloučen z ÚV a politbyra) | 1949                             | tajemník čchungčchingského městského výboru (do března 2012)                                                                                       |                                                                                       | | –                                |